# Référendum constitutionnel malien de 1974
Le  référendum constitutionnel malien de 1974 a lieu le 2 juin 1974 afin de permettre à la population du Mali de se prononcer sur une nouvelle constitution.
Le projet est approuvé par 99 % des suffrages exprimés.

## Contexte
Arrivé au pouvoir en novembre 1968 en renversant le président Modibo Keïta lors d'un coup d'Etat, Moussa Traoré abroge le 6 décembre suivant la constitution en vigueur depuis l'indépendance du pays, et dissous l'Union soudanaise – Rassemblement démocratique africain, à la tête du régime autoritaire à parti unique instauré par Keïta,.
Après plusieurs années de junte militaire du Comité militaire de libération nationale (CMLN) dirigé par Traoré, celui ci soumet au vote un projet de nouvelle constitution, qui prévoit néanmoins une transition de cinq ans au cours de laquelle le CMLN continuera de détenir le pouvoir. Le régime parlementaire avec un président élu au suffrage indirect est remplacé par un régime présidentiel avec un président élu au scrutin direct pour un mandat de cinq ans, renouvelable une seule fois.

## Résultats
| Choix                     | Votes     | %     |
| ------------------------- | --------- | ----- |
| Pour                      | 2 665 531 | 99,66 |
| Contre                    | 8 989     | 0,34  |
|                           |           |       |
| Votes valides             | 2 674 520 | 99,86 |
| Votes blancs et invalides | 3 625     | 0,14  |
| Total                     | 2 678 145 | 100   |
| Abstention                | 226 147   | 0,79  |
| Inscrits/Participation    | 2 904 292 | 92,21 |

## Conséquences
Après la fin de la transition, la nouvelle constitution reconduit de fait un régime à parti unique avec la fondation par Moussa Traoré de l'Union démocratique du peuple malien (UDPM) le 30 mars 1979,. Seuls en lice, Traoré et l'UDPM remportent l'élection présidentielle et les élections législatives organisées en 1979.